# August Wilhelm Eichler
August Wilhelm Eichler (Neukirchen, Hesse, 22 de abril de 1839 — Berlim, 2 de março de 1887) foi um botânico alemão.

## Obras
- Blütendiagramme, Vol. I: 1875 & Vol. II: 1878 (diagramas florais)
- Flora Brasiliensis (Flora do Brasil) editado depois de Carl Friedrich Philipp von Martius em 1868, até 1887,  sucedido por Ignatz Urban
- Syllabus der Vorlesungen über Phanerogamenkunde (1883) 3ª Ed., Berlim (Registro de conferências acerca de Phanerogamae)

## Homenagens
Em sua honra foram nomeados os gêneros:
- Eichleria Progel da família Sapotaceae
- Eichlerodendron Briq. da família Salicaceae